# 532 Herkulina
523 Herkulina (mednarodno ime 532 Herculina) je  velik asteroid tipa S v glavnem asteroidnem pasu. 

## Odkritje
Asteroid je odkril nemški astronom in pionir astrofotografije Max Franz Joseph Cornelius Wolf (1863 – 1932) 20. aprila 1904. Izvor njegovega imena ni popolnoma znan. Nekateri trdijo, da se imenuje po Herkulu, drugi pa da je to ime neznane ženske. Večina asteroidov, ki jih je v tem času odkril Wolf, je dobilo ime po osebah iz oper, vendar za Herkulino ni znano po kom se imenuje.

## Lastnosti
Asteroid Herkulina obkroži Sonce v 4,61 letih. Njegova tirnica ima izsrednost 0,178, nagnjena pa je za 16,314 ° proti ekliptiki. Okoli svoje osi se zavrti v  9,405 h, premer asteroida pa je 222,39 km .
Za Herkulino so značilne zelo kompleksne svetlobne krivulje, kar pomeni, da je iz njih precej težko določiti njen obliko. Analize, ki so jih opravili leta 1982 so pokazale, da bi Herkulina lahko bila telo z merami 260 × 220 × 215 km. Poznejše analize so prav tako pokazale, da je njena oblika  ni krogla, ima pa na površini svetlo pego. V letu 1987 so s pomočjo fotometrične astrometrije ugotovili, da je asteroid okrogle oblike z dvema temnima pegama. V letu 1988 so s pomočjo termične analize potrdili, da asteroid nima okrogle oblike, ker ima tri različno dolge osi. V poznih 80. letih je bil splošno priznani model za asteroid Herkulino triosno telo z izrazitimi značinostmi na površini . Zadnje raziskave pa so pokazale, da asteroid Herkulina ni okrogel, ima pa na površini velikanski krater (podobno kot 253 Matilda), nima pa področij z različnimi albedi. Približno razmerje med osmi je 1 : 1,1 : 1,3 .

## Naravni satelit
Med okultacijo z zvezdo leta 1978 so ugotovili, da ima Herkulina tudi naravni satelit. Ta satelit bi imel v premeru okoli 45 km. Okoli Herkuline pa bi krožil na razdalji 1000 km . Poznejše natančnejše raziskave z Vesoljskim teleskopom Hubble pa niso potrdile obstoja satelita .